# Ensino da arquitetura

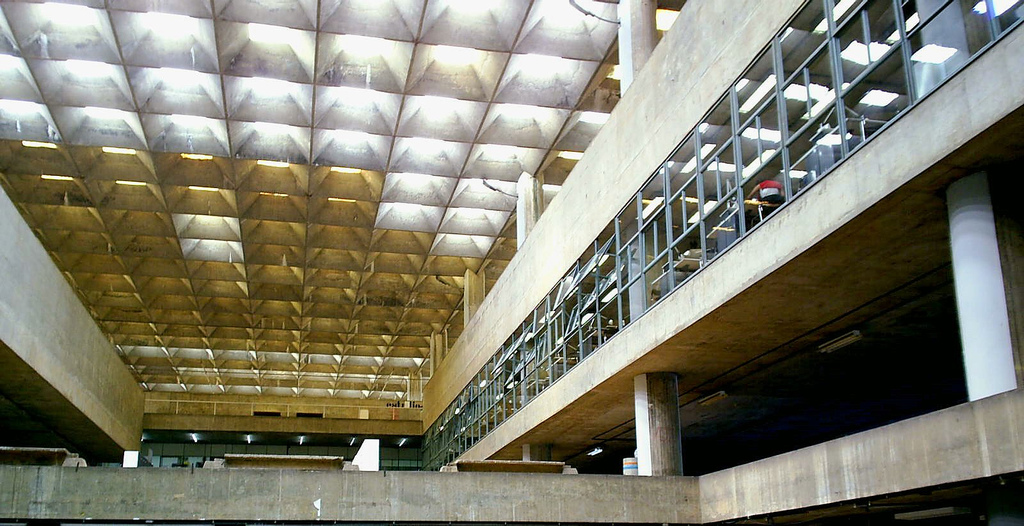
Faculdade de Arquitetura e Urbanismo da USP, uma das melhores instituições de ensino do Brasil.

O estudo do ensino da arquitetura ao longo da história ajuda a compreender os vários movimentos de cada época.
O ensino formal da arquitetura surgiu apenas no século XVIII, embora estuda-se a formação dos arquitetos desde as primeiras obras de arquitetura.
Usualmente as escolas de arquitetura estabelecem um currículo mínimo para formação de um arquiteto, as seguintes disciplinas: desenho, geometria, matemática, cálculo, sistemas estruturais, estética, projeto de arquitetura, planejamento urbano, intervenções em sítios históricos, paisagismo, morfologia da arquitetura, história da arquitetura, teoria da arquitetura, controle ambiental, prática profissional, computação para arquitetura.
Desde 2006, a área de arquitetura e urbanismo conta com uma resolução do Conselho Nacional de Educação (CNE) que fixa os conteúdos básicos para nortear a construção dos projetos pedagógicos dos cursos. Esta resolução contou com o apoio e acompanhamento da Associação Brasileira de Ensino de Arquitetura e Urbanismo (ABEA) para a sua elaboração, durante os últimos anos.
A área de ensino de arquitetura e Urbanismo se reúne anualmente nos fóruns da ABEA para construir e aprimorar as diretrizes para a formação profissional do arquiteto e urbanista.

## Ensino de arquitetura no Brasil

### Diretrizes curriculares
No Brasil, a resolução Nº6, de 2 de fevereiro de 2006 institui as Diretrizes Curriculares Nacionais do curso de graduação em Arquitetura e Urbanismo e dá outras providências.